# Bretten (Haut-Rhin)
Bretten ist eine französische Gemeinde mit 185 Einwohnern (Stand 1. Januar 2022) im Département Haut-Rhin in der Region Grand Est (bis 2015 Elsass). Sie gehört zum Arrondissement Altkirch, zum Kanton Masevaux-Niederbruck und ist Mitglied des Gemeindeverbandes Sud Alsace Largue.

## Geografie
Die Gemeinde liegt im Übergangsbereich zwischen den Vogesen und der Burgundischen Pforte, etwa in der Mitte zwischen Mülhausen und Belfort. Im Gemeindegebiet entspringt der Largue-Nebenfluss Traubach. Bretten liegt im löss-(lehm-)bedeckten Sundgauer Tertiärhügelland.
Nachbargemeinden von Bretten sind Soppe-le-Haut im Norden, Soppe-le-Bas und Diefmatten (Berührungspunkt) im Nordosten, Sternenberg im Osten, Bellemagny im Süden sowie Eteimbes im Westen.

## Geschichte
Der Name des Ortes stammt wahrscheinlich vom lateinischen pratum (Wiese). 1331 wurde er als Bratt erwähnt, 1503 als Brethen. Bis 1324 gehörte Bretten zur Grafschaft Pfirt, kam dann durch die Heirat der Johanna von Pfirt mit Herzog Albrecht II. von Österreich an Habsburg und im Westfälischen Frieden 1648 an die französische Krone. Bretten war bis zur Revolution Hauptort des „Welschen Meiertums“, zu dem eine Anzahl meist französischsprachiger Orte gehörte. Von 1800 bis 1870 gehörte der Ort zum Arrondissement Belfort. Nach dem Krieg von 1870/71 wurde bei der Annexion von Elsass-Lothringen das Gebiet des Territoire de Belfort unter Berücksichtigung der Sprachgrenze vom Département Haut-Rhin abgetrennt und Frankreich überlassen. Ausnahmsweise blieben – im Tausch gegen Gebiet um Rougemont-le-Château – die frankophonen Dörfer Bretten, Éteimbes und Saint-Cosmes beim Elsass.
Bis ins 20. Jahrhundert diente der große Weiher (Grand Étang) bei Bretten für die ganzjährige Wasserversorgung der Mühlen von Bretten, Bréchaumont und Bellemagny.
Von 1871 bis zum Ende des Ersten Weltkrieges gehörte Bretten als Teil des Reichslandes Elsaß-Lothringen zum Deutschen Reich und war dem Kreis Altkirch im Bezirk Oberelsaß zugeordnet.

## Bevölkerungsentwicklung
| Jahr      | 1910 | 1962 | 1968 | 1975 | 1982 | 1990 | 1999 | 2007 | 2014 |
| --------- | ---- | ---- | ---- | ---- | ---- | ---- | ---- | ---- | ---- |
| Einwohner | 156  | 62   | 75   | 81   | 63   | 97   | 105  | 175  | 174  |

|  |  |

## Bauwerke
Die Remigius-Kirche (Église Saint-Rémy): Der schlichte Bau von 1776 besitzt eine relativ aufwendige historisierende Westfassade.